# Mănăstirea Constamonitu
Mănăstirea Constamonitu (în greacă Κωνσταμονίτου) este o mănăstire ortodoxa crestina la statul monahal de pe Muntele Athos in Grecia. Mănăstirea este a 20-a in ierarhia mănăstirilor athonite